# ユッシ・ヤラス
ユッシ・ヤラス（Jussi Jalas, 1908年6月23日 – 1985年10月11日）は、フィンランドの指揮者。父親は早世した建築家のゲオルゲ・ブロムステット（1871年 – 1912年）であった。
パリに留学してピエール・モントゥーに指揮法を学ぶ。1929年8月にジャン・シベリウスの第4女マルガレータ（1908年 - 1988年）と結婚した。マルガリータが15歳の時（1924年）にシベリウスを通じて面識を持ったのが馴れ初めとなった。
1930年から1945年までフィンランド国立劇場の指揮者に、その後は1973年までフィンランド国立歌劇場の音楽監督に就任した。さらに1943年から1950年まで、また1955年から1965年までシベリウス音楽院で初めて指揮法の講座を開いた。1950年から1955年までレオ・フンテクの代理でアメリカ合衆国に演奏旅行を行なった。ヨルマ・パヌラやエーロ・ビステル等がヤラスに師事していたのもこの時期である。
シベリウスの一連のピアノ伴奏歌曲を、管弦楽伴奏に編曲している。
シベリウスの交響曲のほかに、レーヴィ・マデトヤのオペラ《ユハ》や、ビヴァリー・シルズとの共演でドニゼッティやベッリーニのアリアを録音した。